# Liên đoàn Đấu kiếm Quốc tế
Liên đoàn Đấu kiếm Quốc tế (International Fencing Federation), hay còn được gọi phổ biến bằng từ viết tắt chữ đầu là FIE, là cơ quan quản lí thể thao môn Đấu kiếm Olympic ở cấp quốc tế. Hiện thời, trụ sở văn phòng của FIE nằm ở khu tổ hợp văn phòng Maison du Sport International tại Lausanne, Thuỵ Sĩ. FIE là tổng hoà của 157 liên đoàn đấu kiếm quốc gia thành viên, mỗi liên đoàn được công nhận bởi Uỷ ban Olympic quốc gia của nước đó như là đại diện duy nhất của ngành đấu kiếm Olympic tại nước đó.
Sau ngày thành lập năm 1913, có 14 chủ tịch khác nhau của FIE. Chủ tịch Liên đoàn Đấu kiếm Quốc tế hiện tại là Alisher Usmanov.

## Nhân vật nổi tiếng

### Chủ tịch FIE
Dưới đây là danh sách các chủ tịch của FIE từ năm 1913 đến nay (tháng 11 năm 2021):
- 1913–1921: Albert Feyerick
- 1921–1924: André Maginot
- 1925–1928: George van Rossem
- 1929–1932: Eugène Empeyta
- 1933–1948: Paul Anspach
- 1949–1952: Jacques Coutrot
- 1953–1956: Giuseppe Mazzini
- 1957–1960: Pierre Ferri
- 1961–1964: Miguel de Capriles
- 1965–1980: Pierre Ferri
- 1981–1984: Giancarlo Brusati
- 1984–1992: Rolland Boitelle
- 1993–2008: René Roch
- Từ 2008: Alisher Usmanov